# 无知财主的比喻
无知财主的比喻是《路加福音》第12章第16-21节记载的一个耶稣的比喻。在伪经《多马福音》中，也记载了类似的比喻。这是很少的《多马福音》与《路加福音》有相似记载而《马太福音》和《马可福音》中没有记载的地方之一。 

## 圣经译文
就用比喻对他们说，有一个财主，田产丰盛。
自己心里思想说，我的出产没有地方收藏，怎麽办呢？
又说，我要这麽办。要把我的仓房拆了，另盖更大的。在那里好收藏我一切的粮食和财物。
然后要对我的灵魂说，灵魂哪，你有许多财物积存，可作多年的费用。只管安安逸逸的吃喝快乐吧。
神却对他说，无知的人哪，今夜必要你的灵魂。你所豫备的，要归谁呢？
凡为自己积财，在神面前却不富足的，也是这样。
 — 《路加福音》第12章第16-21节（和合本）
耶稣就告诉他们一个比喻，说，有一个财主的田地出产丰盛；
他自己心里思量说，我的出产没有地方收藏，怎么办？
又说，我要这样办：要把我的仓房拆了，另盖更大的，好在那里收藏我一切的麦子和财物。
然后要对我的魂说，魂哪，你有许多财物积存，可供多年享用，你休息吧，吃喝快乐吧。
神却对他说，无知的人哪，今夜必要你的魂；你所预备的，要归谁？
那为自己积财，对神却不富足的，也是这样。
 — 《路加福音》第12章第16-21节（恢复本）
在各种圣经的中文译本中，吕振中译本和圣经恢复本与和合本同样译为“财主”，而圣经新译本译为“富翁”；在19节，新译本与和合本出现了第一个和第二个“灵魂”，恢复本译为“魂”，而吕振中译本译为“自己”和“人”；在第20节，新译本与和合本出现了第三个“灵魂”，恢复本译为“魂”，而吕振中译本译为“命”。